# Muddanahalli, Channarayapatna
Muddanahalli là một làng thuộc tehsil Channarayapatna, huyện Hassan, bang Karnataka, Ấn Độ.